# مختار نورافشان
مختار نورافشان (زاده ۱۳۴۶ – درگذشته ۱۴۰۳) ورزشکار رشته‌های دو و میدانی و شنای معلولان اهل ایران بود. او دارنده چهار مدال طلا، دو مدال نقره و یک مدال برنز رشته‌های مختلف در پارالمپیک بود. در بازی‌های پارالمپیک ۱۹۸۸ سئول رکورد پرتاب دیسک معلولان را ارتقا داد. او در سال ۱۴۰۳ به دلیل اثرات ناشی از جراحات دوران جنگ در شیراز درگذشت.

## زندگی
مختار نورافشان در ۱۵ آذر ۱۳۴۶ خورشیدی در بندرگناوه متولد شد. او در کودکی و نوجوانی در رشته‌های فوتبال و پینگ پونگ فعالیت داشت. نورافشان که به عنوان نیروی داوطلب در جنگ ایران و عراق مشارکت داشت. نورافشان در سال ۱۳۶۱ در سیزده سالگی در عملیات محرم در منطقه دشت عباس از ناحیه نخاع مجروح شد. او همچنین بر اثر حضور در جنگ دچار جراحت‌های شیمیایی بود. او یک سال پس از جانبازی به ورزش حرفه‌ای روی آورد و در رشته‌های پرتاب دیسک، پرتاب نیزه، پرتاب وزنه و شنا به فعالیت پرداخت. او همچنین در رشتهٔ علوم بازرگانی تا مقطع دکتری تحصیل کرد.

## دوران ورزشی
مختار نورافشان در سال ۱۳۶۲ یعنی یک سال پس از مجروح شدن در جنگ تمرینات دو و میدانی خود را در رشته‌های پرتابی زیر نظر کاظم ادریسی آغاز کرد. او در سال ۱۳۶۴ برای نخستین بار به تیم ملی ایران جانبازان و معلولان دو و میدانی دعوت شد. نورافشان برای نخستین بار در بازی‌های پارالمپیک ۱۹۸۸ که در سئول برگزار می‌شد حضور داشت. او در این مسابقات توانست ضمن جابجایی رکورد پارالمپیک، مدال طلای رشته پرتاب دیسک را کسب کند. نورافشان در المپیک ۱۹۹۶ آتالاتا یک مدال طلا و دو مدال نقره را به دست آورد. نورافشان در المپیک ۲۰۰۰ سیدنی دو مدال طلا کسب کرد. او در آخرین حضور خود در بازی‌های پارالمپیک ۲۰۰۴ آتن به یک مدال برنز دست یافت. همچنین در ۹ دوره مسابقات جهان از سال ۱۹۹۰ تا ۲۰۰۲ نیز هفت مدال طلا، یک نقره و یک برنز در پرتاب دیسک، ۶ مدال طلا، یک نقره و یک برنز، در پرتاب وزنه هم پنج مدال نقره و دو مدال برنز کسب کرده است. نورافشان همچنین در مسابقات جهانی مجروحین جنگی در نیوکاسل انگلستان در رشتهٔ شنا نیز برنده مدال نقره شد. او در مجموع ۳۲ مدال المپیک و جهانی در رشته‌های پرتاب دیسک، پرتاب نیزه، پرتاب وزنه و شنا را به دست آورد.
افتخارات
- پرتاب دیسک پارالمپیک سئول ۱۹۸۸
- پرتاب نیزه پارالمپیک آتالانتا ۱۹۹۶
- پرتاب نیزه پارالمپیک سیدنی ۲۰۰۰
- پرتاب وزنه پارالمپیک سیدنی ۲۰۰۰
- پرتاب وزنه پارالمپیک آتالانتا ۱۹۹۶
- پرتاب دیسک پارالمپیک آتالانتا ۱۹۹۶
- پرتاب دیسک پارالمپیک آتن ۲۰۰۴[۸]

## گرامیداشت
در سال ۱۳۸۶ با پیشنهاد بنیاد شهید و امور ایثارگران، از سوی دولت نشان درجه یکم شجاعت به مختار نورافشان اعطا شد.
در سال ۱۳۹۹ وزارت ورزش و جوانان جمهوری اسلامی از سردیس مختار نورافشان با حضور او رونمایی کرد. او در این مراسم مدال طلای ۱۹۸۸ خود را به موزه ملی ورزش اهدا کرد.

## بیماری و درگذشت
مختار نورافشان در تاریخ ۲۳ تیرماه ۱۴۰۳ بر اثر جراحات ناشی از جنگ در بیمارستان پیوند شیراز بستری شد. او در روز ۹ مرداد ۱۴۰۳ درگذشت و پس از تشییع در حرم سید علی‌الدین حسین شیراز در حرم شاهچراغ شیراز به خاک سپرده شد. اغلب رسانه‌های داخلی ایران از درگذشت او با عنوان شهادت یاد کردند.